# Parambassis lala
Parambassis lala és una espècie de peix pertanyent a la família dels ambàssids.

## Descripció
- Fa 3 cm de llargària màxima.[6][7]

## Hàbitat
És un peix d'aigua dolça i salabrosa, demersal i de clima tropical.

## Distribució geogràfica
Es troba a Àsia: l'Índia i Myanmar.

## Estat de conservació
Les seues principals amenaces són la sobreexplotació que pateix per part del comerç de peixos d'aquari i el possible drenatge dels aiguamolls on viu.

## Observacions
És inofensiu per als humans.